# Star Trek: la serie original
Star Trek: The Original Series (en Hispanoamérica: Viaje a las estrellas: la serie original y en España: Star Trek o La conquista del espacio según la primera adaptación), es una serie de televisión de ciencia ficción estadounidense creada por Gene Roddenberry que se transmitió desde el 8 de septiembre del 1966 hasta el 2 de septiembre del 1969. Aunque la serie fue titulada en su momento simplemente como Star Trek, posteriormente es conocida como Star Trek: The Original Series (algunas veces abreviada ST:TOS o TOS) para diferenciarla de las series derivadas que la siguieron y del universo o franquicia de Star Trek. Ambientada en el siglo XXIII, la serie original sigue las aventuras de la nave estelar USS Enterprise (NCC-1701) y su tripulación, liderada por el capitán James T. Kirk (William Shatner), su primer oficial el Sr. Spock (Leonard Nimoy), el oficial médico en jefe Leonard McCoy (DeForest Kelley), la oficial de comunicaciones Nyota Uhura (Nichelle Nichols), el ingeniero jefe Montgomery Scotty Scott (James Montgomery Doohan), el piloto  Hikaru Sulu (George Takei) y el navegante Pavel Chekov (Walter Koenig).

El espacio: la última frontera. Estos son los viajes de la nave estelar Enterprise, en una misión que durará cinco años, dedicada a la exploración de mundos desconocidos, al descubrimiento de nuevas vidas y nuevas civilizaciones, hasta alcanzar lugares donde nadie ha podido llegar.
—La voz de William Shatner servía de introducción para cada episodio en los créditos iniciales, en el que se establecía el propósito de la nave—.

Cuando Star Trek se estrenó en 1966, no fue un éxito inmediato, los índices de audiencia eran bajos al igual que los ingresos por publicidad. Incluso antes de finalizar la primera temporada, ya había llamadas al canal para que la cancelaran por sus bajos índices de audiencia.
Mientras que Roddenberry continuó a cargo de la serie como productor ejecutivo, se alejó durante la tercera temporada de la serie como productor. Al final de esta temporada, la serie fue cancelada, con un total de 79 episodios. Sin embargo, se volvió extremadamente popular y una serie de culto cuando el programa pasó a sindicación en la década de 1970. El éxito de la serie fue seguido por cinco series de televisión (una de las cuales fue animada) y trece películas, la más reciente estrenada en agosto de 2016. Los Records Guinness pusieron a la serie original de Star Trek como la que cuenta con mayor número de series derivadas en la historia de la televisión.

## Creación, desarrollo y producción

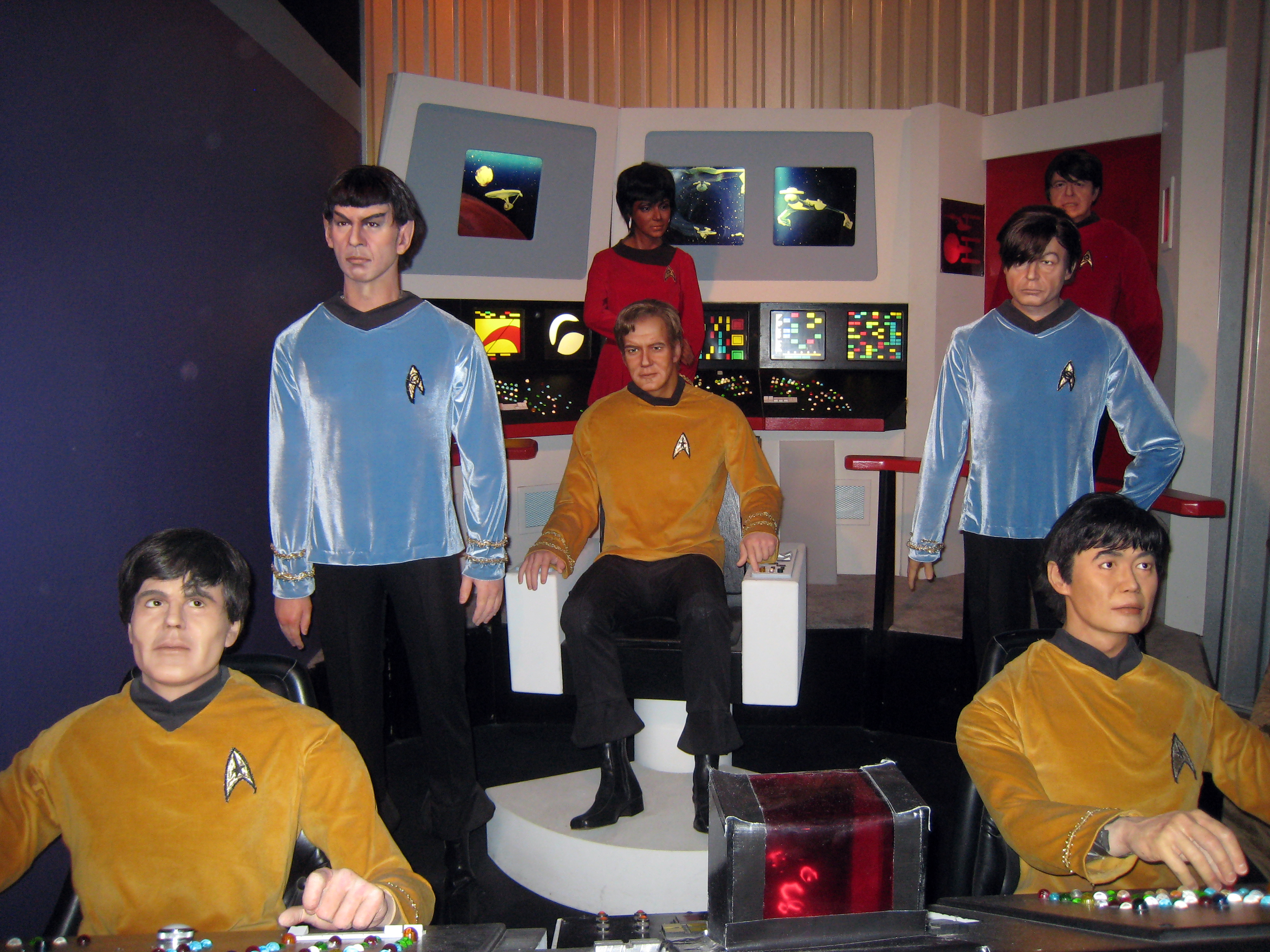
Representación de la multiétnica tripulación original de Star Trek.

Siendo un fanático durante mucho tiempo de la ciencia ficción, Gene Roddenberry en 1960 entregó una propuesta para hacer Star Trek, una serie de televisión acerca de una gran nave interestelar dedicada a la exploración del espacio.
Algunas de las influencias que Roddenberry reconoció sobre su idea incluían los cuentos de la nave espacial Space Beagle de A. E. van Vogt, la serie de relatos Marathon de Eric Frank Russell y la película Planeta prohibido (del año 1956). Otras personas han identificado paralelos con otras series de televisión como Rocky Jones, Space Ranger (del año 1954), una ópera espacial menos sofisticada pero que incluía muchos de los elementos —la organización, las relaciones entre la tripulación, misiones, parte de la distribución del puente de mando e incluso algo de la tecnología— que fueron parte de Star Trek. Roddenberry también se inspiró fuertemente en las novelas sobre Horatio Hornblower de C. S. Forester que presentaban un atrevido capitán de alta mar que ejercía una amplia autoridad discrecional en distantes misiones marinas de noble propósito. Roddenberry a menudo se refería humorísticamente al capitán Kirk como el «Horatio Hornblower del espacio».
Roddenberry tenía una extensa experiencia en escribir historias del oeste que eran muy populares en aquel entonces, y vendió el programa al canal como Wagon Train a las estrellas.

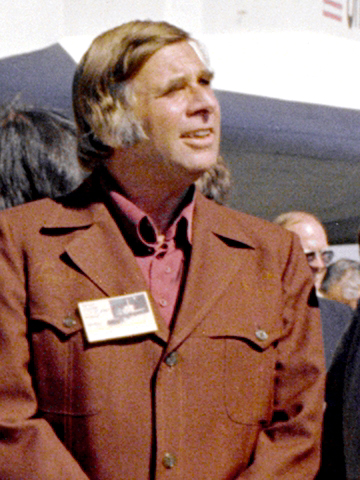
Gene Roddenberry en 1976

En 1964, Roddenberry alcanzó un acuerdo de tres años de desarrollo con la productora independiente de televisión Desilu. En su idea original, el protagonista era el capitán Robert April del SS Yorktown. Finalmente el personaje se convirtió en el capitán Christopher Pike. El primer episodio piloto fue La jaula, producido en 1964, con el actor Jeffrey Hunter como el capitán Christopher Pike, luego que la primera elección de Roddenberry, Lloyd Bridges, había sido rechazada.
En tiempos en los que la segregación racial estaba firmemente arraigada en varias áreas de Estados Unidos, Roddenberry previó una tripulación multirracial, plurinacional (con un tripulante japonés y otro ruso tras la Segunda Guerra Mundial y en plena guerra fría) y con diversidad de sexos, basado en su hipótesis de que los prejuicios raciales y el sexismo no existirían en el siglo XXIII. También incluyó un personaje protagonista de una raza alienígena, Spock (mitad humano, mitad vulcaniano), ambas razas unidas bajo la bandera de la Federación Unida de Planetas.
Otras innovaciones de Star Trek involucraban soluciones básicas para problemas de producción. La idea de viajar más rápido que la luz a través de los motores warp no era algo nuevo para la ciencia ficción, pero facilitaba el desarrollo de las historias permitiendo al Enterprise viajar a través del espacio de manera rápida. El tema de los teletransportadores permitía a los personajes ir de un lugar a otro, ahorrando los prohibitivos y excesivos costos de aterrizaje para cada episodio. El famoso comunicador fue introducido como un dispositivo para poner a los personajes en situaciones de riesgo por desperfectos, siendo robado o perdido, o estando fuera de rango. Este comunicador sirvió de inspiración, a mediados de los años 1990, para el diseño de varios teléfonos móviles.

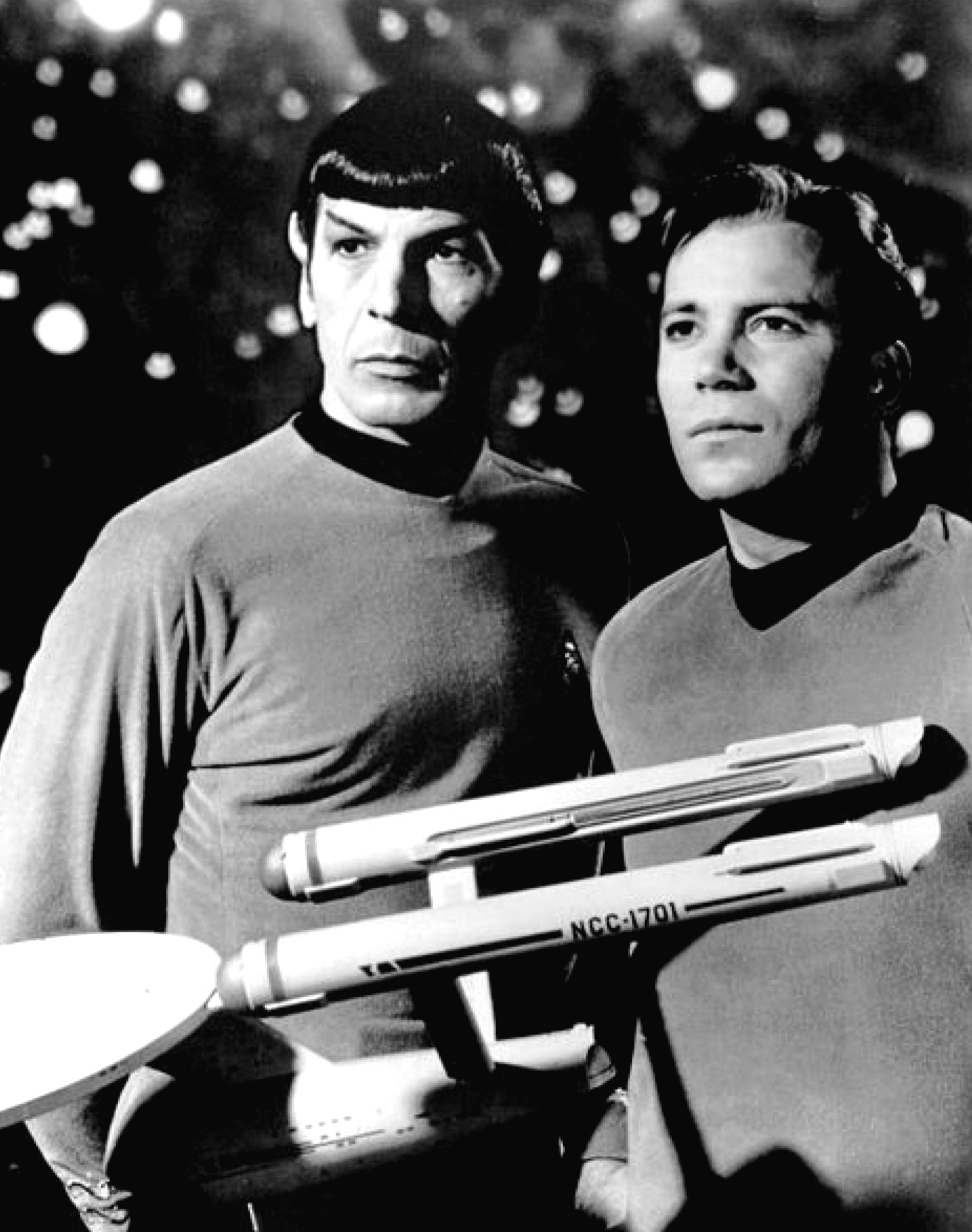
Leonard Nimoy (izquierda) caracterizando al señor Spock junto a William Shatner (capitán Kirk).

El concepto de Star Trek fue ofrecido inicialmente a CBS, pero el canal eligió en cambio la producción de Irwin Allen Perdidos en el espacio. Entonces, Star Trek fue ofrecido a los ejecutivos de NBC, quienes rechazaron el primer piloto, argumentando que era demasiado cerebral. Sin embargo, los ejecutivos de NBC quedaron impresionados con el concepto y tomaron la decisión inusual de pedir un segundo piloto que fue titulado Un lugar jamás visitado por el hombre. Solo el personaje de Spock permaneció del piloto original, y solo dos actores (Majel Barrett y Leonard Nimoy) continuaron en la serie. Gran parte del primer piloto sería utilizada para el episodio doble La colección de fieras.
El segundo piloto introducía los personajes del capitán James T. Kirk (William Shatner), el jefe de ingeniería Montgomery Scott (James Doohan) y el teniente Hikaru Sulu (George Takei). Sulu fue presentado en este episodio como el físico de la nave (cambiado a timonel en los posteriores episodios). Paul Fix interpretó al Dr. Mark Piper en el segundo piloto. El Dr. Leonard McCoy (DeForest Kelley) se unió al reparto cuando comenzó el rodaje para la primera temporada, junto con Janice Rand (Grace Lee Whitney) y la oficial de comunicaciones Nyota Uhura (Nichelle Nichols), la primera mujer afrodescendiente en obtener un rol tan importante en una serie de televisión estadounidense. Majel Barrett haría su rol de la enfermera Christine Chapel, quien debutaría más tarde en el episodio Horas desesperadas. Barrett, más tarde la esposa de Roddenberry, también haría la voz del ordenador de la nave.
El equipo de producción de Roddenberry incluía al director de arte Matt Jefferies. Jefferies diseñó el Enterprise, y su contribución fue conmemorada en los llamados «tubos Jefferies», que se convirtieron en una parte estándar del diseño —ficticio— de las naves de la Federación. Jefferies también diseñó el puente principal del Enterprise. El diseñador de vestuarios William Ware Theiss creó el aspecto de los uniformes del Enterprise y los trajes para las estrellas femeninas invitadas. El artista y escultor Wah Chang, fue contratado para diseñar y fabricar accesorios. Creó el comunicador, con una tapa que se abría con un movimiento hacia adelante, y se ha dicho que influyó en la versión portátil de los teléfonos celulares, el tricorder portátil (para detectar, grabar y procesar) y las armas de fáser. Más tarde crearía varios alienígenas memorables, como los Gorn.
La serie muestra a los televidentes varias ideas usadas anteriormente en forma regular por películas, series y libros de ciencia ficción: teletransportación, campos de fuerza, comunicadores portátiles inalámbricos y rastreadores, armas de energía dirigida, terminales de ordenador, cirugía láser, puertas automáticas, conversaciones con el ordenador y también un dispositivo que permitía el ocultamiento de naves. También introduce nuevas ideas en ciencia ficción, como el warp, un motor capaz de viajar más rápido que la luz.

## Fanes
A los fanes de esta serie, que eran muy numerosos, se les conocía como trekkies, aunque como el típico fan era lo que se denomina un friki,[cita requerida] algunos fanes se sentían molestos con este término que era usado en modo despectivo, por lo que se acuñó el término trekker. Hoy en día se usan casi indistintamente y de hecho son muchos los fanes de la serie que se reconocen a sí mismos como trekkies.

## Personajes

### Habituales
| Imagen | Intérprete        | Personaje        | Especie                                         | Rango y puesto | Actor de doblaje (España) | Actor de doblaje (Hispanoamérica) |
|        | William Shatner   | James T. Kirk    | Humano                                          | Capitán y oficial al mando de la nave estelar USS Enterprise (NCC-1701).                                             | Jordi Brau                | Armando Coria Sr.                 |
|        | Leonard Nimoy     | Spock            | Mitad vulcaniano (padre) / Mitad humano (madre) | Comandante; primer oficial, oficial científico y mejor amigo de Kirk.                                                | Pepe Mediavilla           | Carlos Petrel                     |
|        | DeForest Kelley   | Leonard McCoy    | Humano                                          | Teniente comandante; oficial médico en jefe. Usualmente llamado «Bones» de manera familiar por el capitán Kirk.      | Antonio Gómez de Vicente  | Agustín Sauret                    |
|        | James Doohan      | Montgomery Scott | Humano                                          | Teniente comandante; jefe de ingeniería. Usualmente llamado «Scotty» de manera familiar por el capitán Kirk.         | Javier Roldán             | Esteban Siller                    |
|        | Nichelle Nichols  | Nyota Uhura      | Humana                                          | Teniente; oficial de comunicaciones y principal personaje femenino en la operación de la nave en el reparto regular. | Azucena Díaz              | Rosanelda Aguirre                 |
|        | Majel Barrett     | Christine Chapel | Humana                                          | Enfermera en jefe y ayudante del dr. McCoy.                                                                          | Montse Miralles           | Rosanelda Aguirre                 |
|        | George Takei      | Hikaru Sulu      | Humano                                          | Teniente; timonel (este personaje es un científico en el segundo episodio piloto).                                   | José Posada               | Jorge Mateos                      |
|        | Grace Lee Whitney | Janice Rand      | Humana                                          | Asistente y secretaria del capitán Kirk (temporada 1).                                                               | Marta Tamarit             | Dulcina Carballo                  |
|        | Walter Koenig     | Pavel Chekov     | Humano                                          | Alférez; timonel. Se incorpora en la temporada 2.                                                                    | José Luis Mediavilla      | Carlos Becerril                   |

- El doblaje hispanoamericano fue dirigido por el veterano actor mexicano Enrique Zambrano en las primeras dos temporadas.[14] Este es su trabajo más famoso.
- Sulu y Uhura no tenían nombre de pila en la serie original. El nombre de Sulu, Hikaru, fue revelado en forma no canónica en la novela de bolsillo The Entropy Effect de Vonda N. McIntyre. El nombre fue introducido finalmente en el canon por George Takei en Star Trek VI: aquel país desconocido. El nombre de Uhura nunca fue mencionado en pantalla, pero entre los aficionados fue utilizado Nyota, así como también en novelas de bolsillo. El segundo nombre de Kirk no fue usado hasta Star Trek: La serie animada en el episodio Bem. Debido a los problemas internos de si la serie animada era considerada canónica, el segundo nombre, Tiberius, no se volvería oficial hasta Star Trek VI: Aquel país desconocido.

- Chekov se incorporó a la serie en la segunda temporada, posiblemente por una decisión de Roddenberry de representar a Rusia entre la tripulación (en medio de la Guerra Fría, la sola mención de algo soviético resultaba ofensivo para muchos norteamericanos). También se atrajo al público joven, al darle al actor una imagen similar a la que utilizaban los integrantes de The Monkeys.

- Majel Barrett proporcionó la voz del ordenador en la serie TOS y en muchas otras series y películas de Star Trek. También actuó como primer oficial (Número Uno) del capitán Christopher Pike en el episodio piloto «La jaula». Nunca se supo el nombre de este personaje. Barrett contrajo matrimonio con Roddenberry en 1969.

### Episodio piloto, también llamado 0 (1964)
- Christopher Pike (Jeffrey Hunter)
- Número Uno (Majel Barrett)
- Spock (Leonard Nimoy)
- José Tyler (Peter Duryea)
- Yeoman Colt (Laurel Goodwin)
- Dr. Phillip Boyce (John Hoyt)

#### Voces en México (doblaje de 1986)
- Enrique Mederos como Christopher Pike
- Patricia Acevedo como Número Uno
- Carlos Petrel como Spock
- Francisco Colmenero como José Tyler
- Rocío Garcel como Yeoman Colt
- Eduardo Tejedo como el dr. Phillip Boyce

## Episodios
En términos de sus guiones, Star Trek es notable por ser una de las primeras series de televisión de ciencia ficción en utilizar los servicios de los escritores de ciencia ficción contemporáneos más importantes, tales como Robert Bloch, Norman Spinrad, Richard Matheson, Harlan Ellison o Theodore Sturgeon, así como a escritores de televisión establecidos. La editora de guiones Dorothy C. Fontana (originalmente la secretaria de Roddenberry) también fue parte importante del éxito de Star Trek, ella editó la mayoría de los guiones de la serie y escribió varios episodios. En los créditos se le presenta como D.C. Fontana por sugerencia de Gene Roddenberry dado que él creía que una mujer no sería considerada seriamente, ya que la mayoría de los escritores de ciencia ficción eran hombres.
Roddenberry a menudo utilizaba el ambiente de una nave espacial muchos años en el futuro para discutir las principales preocupaciones de los Estados Unidos de la década de 1960, incluyendo la discriminación sexual, racismo, nacionalismo y la guerra global. Aunque Sammy Davis, Jr. y Nancy Sinatra se habían besado brevemente en el especial musical del diciembre de 1967 Movin' With Nancy (en castellano: Bailando con Nancy), Star Trek fue la primera serie de televisión estadounidense en mostrar un beso interracial entre personajes ficticios (entre el capitán Kirk y la teniente Uhura en el episodio Los hijastros de Platón aunque el beso solo se presentó remedado (al estar tapado por la parte trasera de la cabeza de un personaje) y como involuntario.
Episodios tales como La manzana, ¿Quién llora por Adonis?, La marca de Gideón y El retorno de los arcontes muestran sutiles temas antirreligiosos y antihegemónicos. El episodio Pan y circo y La gloria de Omega trataban temas que son más abiertamente a favor de la religión y patrióticos.
Roddenberry también buscaba usar la serie como un artilugio para obstaculizar el alcance de la censura de la NBC al esconder temas potencialmente controvertidos dentro de un contexto de la ciencia ficción. La interferencia de la red o de los patrocinadores incluían todo tipo de censura en los guiones y en el material de filmación, era una ocurrencia regular en la década de 1960 y Star Trek sufrió buena parte de esa interferencia. Los guiones era rutinariamente vetados y censurados por el personal del Departamento de Estándares de Transmisión de la NBC, quienes anotaban abundantemente cada guion con exigencias para realizar cortes o cambios (por ejemplo, «Página 4: Por favor borrar la grosería de McCoy, 'Good Lord'» (en castellano: Buen Dios) o «Página 43: Precaución durante el abrazo; evitar beso con la boca abierta»).
La serie original también era conocida por su sentido del humor, tal como lo eran las amigables disputas entre Spock y McCoy. Episodios tales como Los tribbles y sus tribulaciones, Yo, Mudd y Una tajada, sin embargo, fueron escritos y ejecutados como comedia. Generalmente el humor de Star Trek es mucho más suave en las secuelas y las películas, con la excepción notable de Star Trek IV: misión: salvar la Tierra.
Varios episodios usaron el concepto de tierras duplicadas, permitiendo la reutilización de escenografías y utilería. Pan y circo, Miri y La gloria de Omega presentaban dichos mundos y los tres episodios Una
Tajada, Por medio de la fuerza y Los hijastros de Platón estaban basados en planetas extraterrestres que habían adoptado culturas terrestres de varios periodos (respectivamente el Chicago de la Ley seca en los Estados Unidos, la Alemania nazi y la Antigua Grecia). Sin embargo, Una tajada y Por medio de la fuerza muestran que esto fue un resultado de la contaminación de las culturas nativas que existían en estos planetas, fuera esto antes de la imposición de la directiva principal o por violaciones de esta.

### Episodios destacados

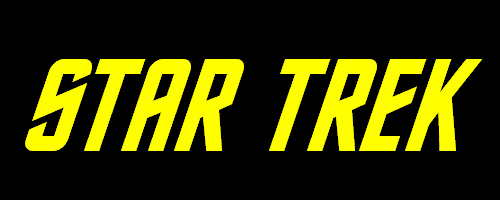
Logo de Star Trek TOS.

| Posición | Entertainment Weekly             | IGN                                   |
| -------- | -------------------------------- | ------------------------------------- |
| 1        | La ciudad al fin de la eternidad | La ciudad al fin de la eternidad      |
| 2        | Semilla espacial                 | El equilibrio del terror              |
| 3        | Espejo, espejito                 | Espejo, espejito                      |
| 4        | La máquina del Juicio Final      | Semilla espacial                      |
| 5        | La época de Amok                 | Los Tribbles y sus tribulaciones      |
| 6        | El diablo en la oscuridad        | Un lugar jamás visitado por el hombre |
| 7        | Los Tribbles y sus tribulaciones | El propio enemigo                     |
| 8        | Esa cara del paraíso             | Horas desesperadas                    |
| 9        | El incidente del Enterprise      | Esa cara del paraíso                  |
| 10       | Viaje a Babel                    | Arena                                 |

## Música

### Tema musical
La música de la serie, inmediatamente reconocida por muchos, fue compuesta por Alexander Courage y ha sido utilizada en numerosas secuelas y películas de Star Trek. Posteriormente Gene Roddenberry escribió la letra para dicha música, aunque esta nunca fue utilizada durante la serie, ni tampoco Roddenberry pretendía usarla; esto le permitió reclamar los derechos de coautor y de ahí obtener el 50 % de las regalías de la ejecución de dicho tema. Courage consideró que las acciones de Roddenberry, aunque enteramente legales, carecían de ética. El productor de la serie Robert Justman dijo en su libro Inside Star Trek The Real Story (en español: Al interior de la verdadera historia de Star Trek), que el trabajo en la película Doctor Dolittle hizo que Courage solo pudiera trabajar en dos episodios de la primera temporada. Sin embargo, Justman también creía que Courage perdió su entusiasmo por la serie debido al tema de las regalías. Courage no participó en ningún episodio de la segunda temporada; sin embargo, realizó una sesión de grabación de aproximadamente treinta minutos para una «biblioteca de sonidos» para la segunda temporada el 16 de junio de 1967. Courage regresó para grabar en dos episodios de la tercera temporada.
Episodios posteriores usaron grabaciones envasadas del trabajo previo de Courage. El trompetista de jazz Maynard Ferguson grabó una versión de jazz fusión del tema con su gran banda durante finales de la década de 1970 y Nichelle Nichols interpretó la canción en vivo con toda su letra.

### Musicalización dramática
Por restricciones presupuestarias, esta serie hizo un uso significativo de música "envasada", o música escrita para otros episodios que fue reutilizada en episodios posteriores. De los 79 episodios que fueron transmitidos, solamente 31 tenían musicalización dramática original ya sea en forma completa o parcial creada específicamente para ellos. El resto de la musicalización para cualquier episodio ya había sido grabada para otros episodios. Robert H. Justman, el productor asociado para las dos primeras temporadas, era él quien decidía, en la mayoría de las veces, qué episodio tendría música nueva.
Los créditos en pantalla para los compositores aparecían de acuerdo a la cantidad de música compuesta para, o reutilizada en, ese episodio. Algunos de estos créditos musicales finales en ocasiones eran incorrectos.
Más allá de los cortos trabajos de música original (música cuya fuente es mostrada o reconocida en pantalla) creados para episodios específicos, ocho compositores fueron contratados para crear musicalización dramática original durante la exhibición de la serie: Alexander Courage, George Duning, Jerry Fielding, Gerald Fried, Sol Kaplan, Samuel Matlovsky, Joseph Mullendore y Fred Steiner. Los compositores dirigían su propia música. De estos compositores, Steiner compuso la música original para trece episodios y es su arreglo instrumental del tema principal creado por Alexander Courage el que se escucha cuando están apareciendo los créditos finales en muchos episodios de la serie.
La musicalización envasada era escogida y editada para cada episodio por los editores musicales, siendo los principales Robert Raff (para la mayor parte de la temporada uno), Jim Henrikson (temporadas uno y dos) y Richard Lapham (temporada tres).
Algunas de las grabaciones musicales originales fueron puestas a la venta comercial en Estados Unidos por el sello GNP Crescendo Record Co.. La música para varios episodios fue pregrabada por Fred Steiner y la Orquesta Filarmónica Real para el sello Varèse Sarabande; y por Tony Bremner y la Filarmónica Real para el sello Label X. Finalmente en diciembre de 2012, las grabaciones originales completas fueron puestas a la venta por el sello La-La Land Records como una caja recopilatoria de 15 CD, con notas por Jeff Bond.

## Edición remasterizada

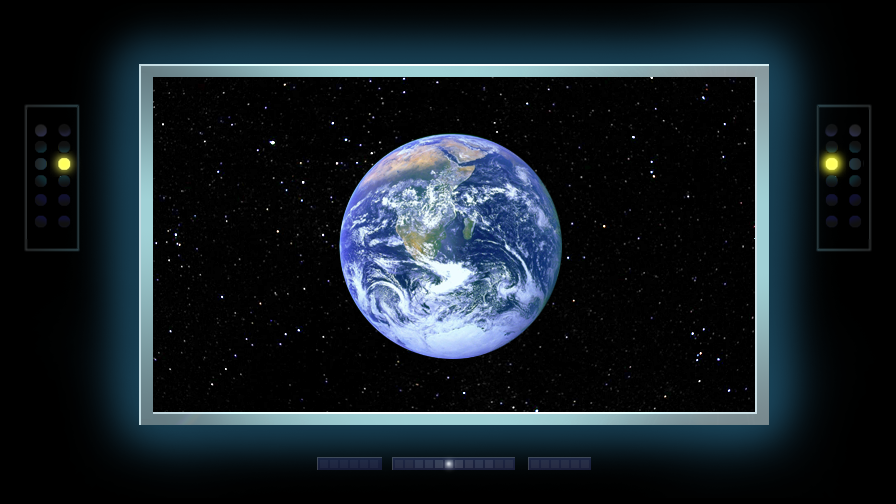
Los efectos CGI se hicieron en relación de aspecto 16:9.

En septiembre de 2006, CBS Paramount Domestic Television comenzó la redifusión de una versión mejorada de Star Trek TOS en alta definición, con nuevos efectos especiales CGI. Estos fueron hechos bajo la supervisión de Mike Okuda, quien trabajó en otras series de la franquicia. La restauración y actualización de los efectos visuales estuvo a cargo de CBS Digital. Todas las escenas fueron escaneadas a alta definición de la primera generación de 35 mm de film, mientras que los efectos fueron producidos digitalmente. Los cambios notables incluyeron nuevas escenas del espacio con una Enterprise en CGI y otros modelos (como la nave Gorn del episodio Arena). Además la música de apertura de la serie fue regrabada en Estéreo Digital.
El primer episodio en ser estrenado en redifusión fue El equilibrio del terror el 6 de septiembre de 2006. A pesar de que los efectos CGI se hicieron en relación de aspecto 16:9, la serie fue transmitida en Estados Unidos en su formato original de 4:3 para respetar la composición original de la serie.

## DVD, HDVD y Blu-Ray
El primer lanzamiento en DVD de la serie original se produjo a lo largo de 2004. El 26 de julio de 2007, CBS Home Entertainment anunció que la versión remasterizada de TOS sería lanzada en un formato híbrido de HD-DVD/DVD. La primera temporada salió a la venta el 20 de noviembre de 2007. La segunda temporada tenía planeado su lanzamiento para mediados de 2008, pero fue cancelada cuando Toshiba descartó el proyecto de HD-DVD. Más tarde, a pesar de la restauración en alta definición, CBS decidió en 2008 la comercialización nuevamente en DVD, pero esta vez de la edición remasterizada. El 5 de agosto de 2008 salió a la venta la segunda temporada en DVD (que lucía igual a la temporada 1 en formato híbrido HD-DVD/DVD), y el 18 de noviembre de 2008, la tercera temporada.
El 17 de febrero de 2009, Paramount anunció finalmente que TOS saldría en formato Blu-Ray en mayo para coincidir con el estreno de Star Trek XI. Este Blu-Ray contenía la versión original y remasterizada del programa, que incluye además sonido DTS-HD Master Audio 7.1 y materiales especiales (To Boldly Go…, Season One, Starfleet Access, Starfleet Command, Reflections on Spock, Life Beyond 'Trek:' William Shatner, entre otros). La primera temporada salió a la venta el 28 de abril de 2009. La segunda temporada salió a la venta en Estados Unidos en un conjunto de siete discos en formato Blu-ray el 22 de septiembre de 2009. La tercera temporada salió a la venta en formato Blu-ray en Estados Unidos el 16 de diciembre de 2009. Con la salida a la venta del paquete «Alternate Realities» (en español: Realidades alternativas), se incluyeron por primera vez episodios remasterizados de la serie original en una compilación de todas las series. Se desconoce si futuras compilaciones solo usarán los episodios remasterizados.